# Inukjuaq
Inukjuaq ist mit 1757 Einwohnern die zweitgrößte Inuit-Siedlung in der Region Nunavik,  Verwaltungsregion Nord-du-Québec. 2006 betrug die Einwohnerzahl etwa 1.600. Dieser Inuktitut-Name bedeutet „Großer Mensch“ (Riese). Der Ort liegt an der Ostküste der Hudson Bay am Nordufer des Mündungsgebiets des Flusses Rivière Innuksuac.

## Geschichte
Entlang des Flusses Innuksuac fanden sich viele Relikte, die auf eine mehrere Jahrtausende zurückreichende Besiedelung hinweisen.
Zu Anfang des 20. Jahrhunderts, als sich hier ein geologisches Forschungscamp befand und die französische Pelzhandelsgesellschaft Révillon Frères 1902 einen Handelsposten errichtete, erhielt die Umgegend der heutigen Siedlung zunächst die Bezeichnung Port Harrison. 1920 etablierte auch die Hudson’s Bay Company einen Handelsposten. Der Wettbewerb zwischen den beiden Gesellschaften dauerte bis 1936. Dann kaufte die Hudsonbai-Gesellschaft Révillon Frères auf und gewann so ein Monopol, das schließlich mit der Eröffnung eines Supermarkts durch eine Inuit-Genossenschaft 1962 gebrochen wurde.
1927 gründete die anglikanische Kirche eine Missionsstation. 1935 wurden eine Post- und eine Polizeistation, 1947 eine Krankenstation und 1951 schließlich eine Schule eingerichtet. 1953 siedelte die kanadische Bundesregierung mehrere Familien gegen deren Willen über 1000 Kilometer weit nach Norden in die Orte Resolute Bay und Grise Fiord mit dem Ziel, in der Hohen Arktis Flagge zu zeigen. Erst 1996 gewährte der Staat den betroffenen Familie für die entstandene Unbill einen finanziellen Ausgleich.
Eine wichtige wirtschaftliche Rolle spielt für Inukjuaq die Inuit-Kunst. Künstler wie Levi Amidlak (* 1931), Jimmy Inaruli Arnamissak (* 1946), Elisapee Inukpuk (* 1938), Johnny Inukpuk (1911–2007) haben bei Sammlern einen guten Ruf.

## Demografie
Bei der Volkszählung 2021, durchgeführt von Statistics Canada, hatte Inukjuak eine Bevölkerung von 1.821 Personen, die in 481 der insgesamt 588 privaten Haushalte lebten, was eine Veränderung von 3,6 % gegenüber der Bevölkerung von 1.757 im Jahr 2016 darstellt. Mit einer Landfläche von 54,92 km² hatte der Ort 2021 eine Bevölkerungsdichte von 33,2/km².